# Antonio Stradivari

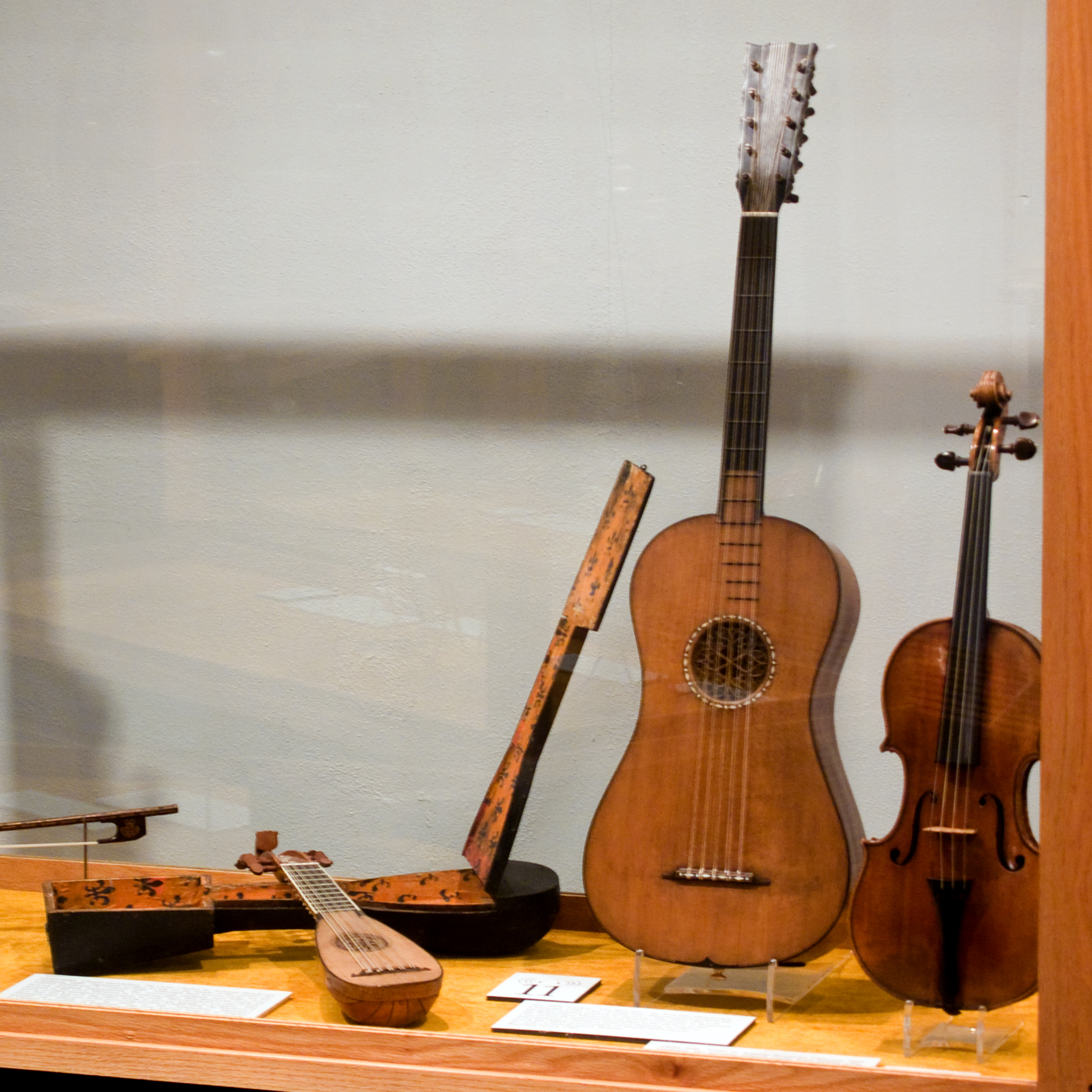
Instrumente von Antonio Stradivari im National Music Museum, Vermillion (South Dakota), USA: eine Mandoline mit originalem Kasten, eine Gitarre aus dem Jahr 1700, eine Violine

Antonio Giacomo Stradivari (auch latinisiert Antonius Stradivarius; * um 1644 oder, laut neueren Forschungen, 1648, der Geburtsort ist unbekannt; † 18. Dezember 1737 in Cremona) war ein italienischer Geigenbaumeister und Gitarrenbauer, der wie sein Kollege Guarneri del Gesù in Cremona ansässig war. Seine Streichinstrumente sind die wertvollsten Saiteninstrumente, die es derzeit auf dem Markt gibt. Sie werden teilweise für viele Millionen Euro gehandelt.

## Leben
Antonio Stradivari wurde wahrscheinlich 1644 in Cremona in Italien geboren. Es ist nicht sicher, wann und wo er sein Handwerk gelernt hat. Bereits seine frühesten Arbeiten zeigen sein großes Talent. Einige glauben, dass er Schüler von Nicola Amati war, dem Enkel des großen Geigenbauers Andrea Amati. Das wird mit dem Wortlaut des Etiketts der frühesten bekannten Stradivari-Geige begründet: „Hergestellt von Antonio Stradivari aus Cremona, Schüler von Nicolo Amati, 1666“. Allerdings ist dies auch der einzige (erhaltene) Geigenzettel, auf dem er sich als Schüler von Amati (1596–1684) bezeichnet. Möglicherweise ist es ihm von Amati, der zu dieser Zeit ja noch lebte, untersagt worden. Nach einer anderen Theorie hatte Stradivari möglicherweise das Schreinerhandwerk erlernt, bevor er Geigenbauer wurde, was die exquisite Ausführung insbesondere seiner verzierten Instrumente erklären würde.
Aufzeichnungen des Zensus belegen, dass Stradivari von 1667 bis 1680 in der Casa nuziale lebte, einem Haus, das dem Holzschnitzer und Kunsttischler Francesco Pescaroli gehörte. Stradivari heiratete 1667 Signora Francesca Feraboschi und verbrachte die folgenden 13 Jahre in der Casa nuziale. Im Laufe von acht Jahren bekamen der Geigenbauer und seine Frau sechs Kinder. 1680 kaufte er ein Haus an der Piazza San Domenico, also in der Nähe der Werkstätten von Amati und Ruggieri. Dort soll er nach der Überlieferung seine bekanntesten Geigen auf dem Dachboden hergestellt und mit Ton und Design experimentiert haben.
Stradivaris Arbeit wird nach dem Standardwerk der Brüder Hill üblicherweise in drei (bis vier) Perioden eingeteilt. Die erste, bis ca. 1680, wird als „Amatise“ bezeichnet, weil seine Instrumente sehr stark an diejenigen von Nicolo Amati angelehnt sind. In der zweiten Periode, bis ca. 1700, experimentiert er mit einem etwas längeren Modell, daher der Name long pattern. Ab 1700 folgte seine sogenannte „goldene Periode“, gelegentlich bis 1720/1725 begrenzt, gefolgt von der Spätphase bis zu seinem Tod 1737. Dies sind nur grobe Einteilungen und nicht jedes Instrument aus einer bestimmten „Periode“ passt zu dieser Einteilung. 
Ein besonderes Exemplar aus der Übergangszeit von der Amatise- zur Long-pattern-Periode ist die „Hellier“ genannte Violine aus dem Jahr 1679. Sie gehört zu den wenigen (insgesamt zehn) verzierten Instrumenten und zu den – von den Dimensionen – größten Instrumenten, die Stradivari baute. In den 1680er Jahren löste er sich vom Vorbild Amati und suchte sein eigenes Modell (es wird auch spekuliert, dass er Instrumente aus Brescia von Gasparo da Salò und Giovanni Paolo Maggini kennengelernt habe und deren Ton nacheiferte). Er verwendete zwar noch die Grundstruktur von Amati, baute aber auch Abwandlungen und experimentierte mit verschiedenen Stärken des Holzes und diversen Lacken. Die f-Löcher wurden länger und steiler, und er versah die Instrumente häufig mit einer kräftigeren Schnecke (die Hills nennen sie „männlicher“).
Seine beiden Söhne Francesco (1671–1743) und Omobono (1679–1742) traten um 1698 in das Familienunternehmen ein; vor 1725 lassen sich aber Spuren ihres Mitwirkens an den Instrumenten von Antonio nicht erkennen.
Während seiner Glanzzeit schuf er Geigen, deren Resonanzkörper auch heute noch unübertroffen sind. Die Ausführung war in einzigartigem tiefroten Lack, mit schwarzem Rand, breiten Rändern und breiten Ecken. Zu seinen berühmtesten Geigen, die er von 1700 bis 1725 geschaffen hat, gehören die „Lipinski“ von 1715 und die „Messiah“ von 1716. Letztere blieb sein Eigentum bis zu seinem Tod. Nach seinem 80. Lebensjahr scheinen seine Arbeiten etwas weniger makellos geworden zu sein als die der goldenen Jahre. Er übte sein Handwerk bis zu seinem Tod 1737 im Alter von rund 90 Jahren aus.
Die von der Nachwelt als seine besten beurteilten Instrumente baute er zwischen 1700 und 1725. An Instrumenten, die nach 1730 signiert sind, haben möglicherweise seine Söhne Omobono und Francesco mitgewirkt.
Antonio Stradivari starb am 18. Dezember 1737 in Cremona und wurde in der Basilica di San Domenico beerdigt.

## Nach Stradivaris Tod

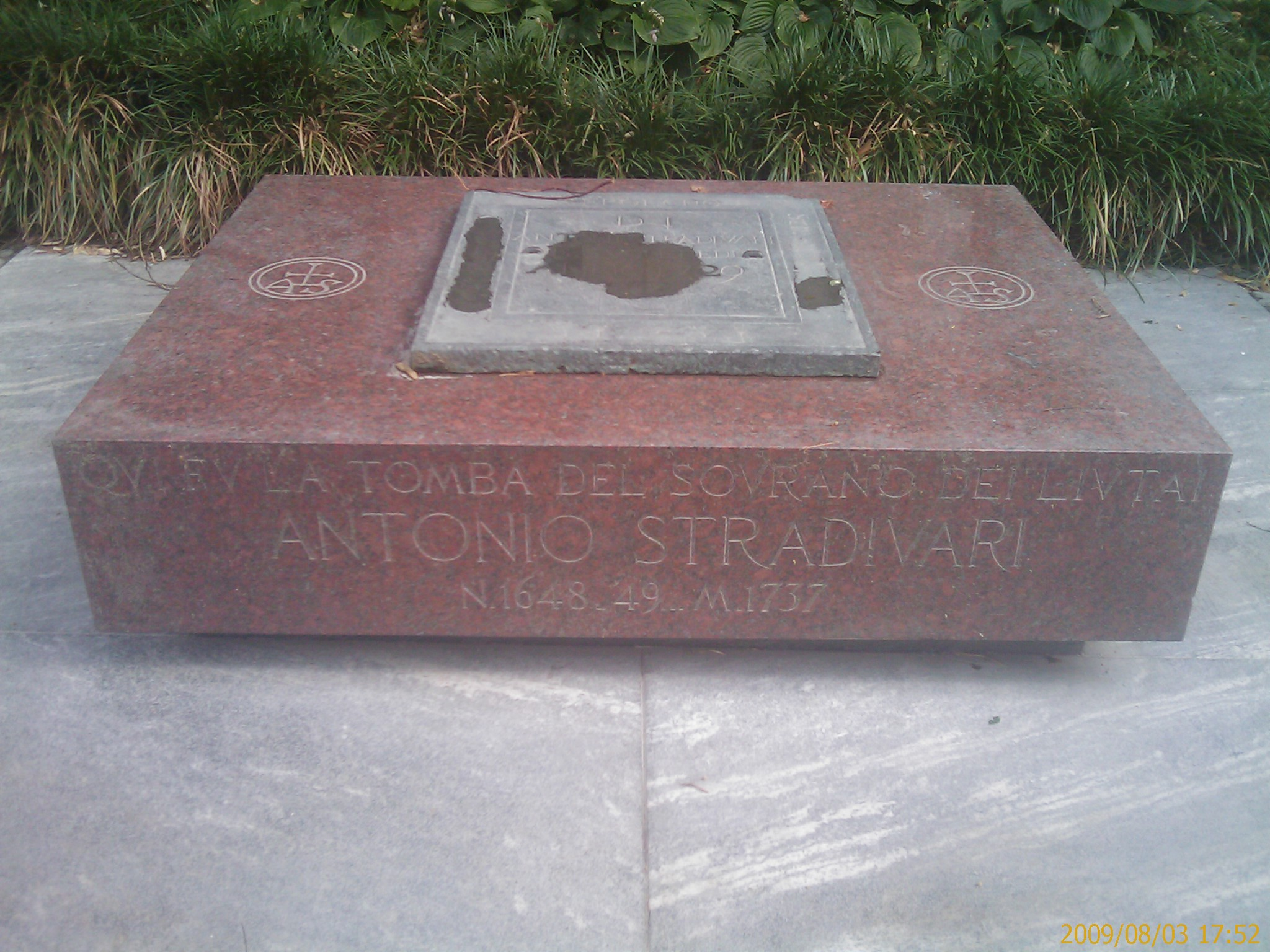
Gedenkstein für Stradivari auf der Piazza Roma in Cremona

Nachdem auch seine beiden geigenbauenden Söhne verstorben waren, übernahm Carlo Bergonzi seine Werkstatt. Ein Großteil von Stradivaris Werkzeugen, Modellen und Arbeitsvorlagen hat sich bis heute erhalten und ist im Museo del Violino in Cremona zu besichtigen.
Als man die Basilica di San Domenico 1868 abbrach, wurde Stradivaris Grabstein vor der Vernichtung gerettet. Eine Kopie befindet sich heute auf der Piazza Roma in Cremona, das Original im Museo del Violino in Cremona.
1999 wurde Stradivari zu Ehren das Antonio-Stradivari-Denkmal in Cremona aufgestellt.

## Stradivaris Instrumente
Laut dem Handelshaus Tarisio baute Stradivari in seiner 71 Jahre langen Schaffenszeit fast 1000 Streichinstrumente. Davon sind noch etwa 650 erhalten: vor allem Violinen, aber auch „ungefähr elf“ Bratschen und rund 60 Celli, ferner zwei Tanzmeistergeigen. Daneben baute Stradivari auch Zupfinstrumente – erhalten sind fünf Gitarren, zwei Mandolinen und eine Harfe.